# الشاهد (فلم 1985)
الشاهد (بالإنجليزية: Witness) هو فيلم دراما تم إنتاجه في الولايات المتحدة وصدر في سنة 1985.

## طاقم التمثيل
- هاريسون فورد

## الميزانية والإيرادات
بلغت تكلفة إنتاج الفيلم حوالي 12 مليون دولار بينما حقق أرباحا تقدر بـ 68,706,993 () دولار.

### ترشيحات وجوائز
| السنة | الحدث  | الفئة     | النتيجة |
| ----- | ------ | --------- | ------- |
|       | أوسكار | أفضل فيلم | ترشـيـح |

## وصلات خارجية
- مقالات تستعمل روابط فنية بلا صلة مع ويكي بيانات

1. ↑  "معلومات عن الشاهد (فيلم 1985) على موقع imdb.com". imdb.com. مؤرشف من الأصل في 2019-09-04.
2. ↑  "معلومات عن الشاهد (فيلم 1985) على موقع themoviedb.org". themoviedb.org. مؤرشف من الأصل في 2014-09-08.
3. ↑  "معلومات عن الشاهد (فيلم 1985) على موقع isan.org". isan.org. مؤرشف من الأصل في 2019-12-11.